# Gerald Gardner
 Ikke at forveksle med Gerald Gardner (manuskriptforfatter).
Gerald Brosseau Gardner (født 13. juni 1884, død 12. februar 1964) var en engelsk forfatter og amatørarkæolog, der var hovedmanden bag den moderne heksereligion Wicca. Gardener voksede op i Sydeuropa og i Asien, hvor han udviklede en dyb interesse for fremmede kulturer, våben og magiske traditioner. I 1910 blev han indviet i de tre første grader i frimureriet i Columbo, men lagde frimureriet på hylden, da han flyttede bort. I slutningen af 1920erne udforskede han spiritisme i England. Som arkæolog gravede han bl.a. på tempeludgravninger i Palæstina.
På grundlag af teorier fremsat af antropologen Margaret Murray, der hævdede at der i Europa havde eksisteret en oldgammel heksereligion, samt Gardners egne erfaringer med primitive religioner i Asien, frimureri og et påstået forhold til en heksegruppe i New Forest området i England, er det Gardner der første gang anvendte betegnelsen Wicca for den moderne heksereligion. Gardners bøger blev den direkte årsag til opblomstringen af Wicca-bevægelsen op gennem 1950erne og 1960erne. 